# Štimlje
Štimlje (albánsky Shtime, v srbské cyrilici Штимље) jsou město v Kosovu. Nachází se v jeho jižní části, nedaleko měst Uroševac a Lipljan. Většina obyvatel města je albánské národnosti. Protéká ním říčka Štimljanka
V letech 1920–1922 byl jižně od města vybudován kostel sv. archanděla Michala, který sloužil veteránům balkánských válek a První světové války, kteří se na území jižního Kosova přistěhovali v souvislosti s kolonizací v období existence meziválečné Jugoslávie.[zdroj?] Kostel byl po válce v Kosovu několikrát poničen. Rovněž byla během války vypálena i místní knihovna, která poskytovala knihy především v srbochorvatštině.
V roce 1953 byla do Štimljů zavedena elektřina.
V roce 1988 se město Štimlje odtrhlo od opštiny Uroševac a stalo se samosprávnou jednotkou s vlastní opštinou.
Většina obyvatel města se věnuje zemědělství. V blízkosti města se také nachází kamenolom. Západně od Štimlje leží také vesnice Račak, kde došlo v roce 1999 k incidentu, který odstartoval bombardování Jugoslávie v roce 1999.